# Muziris (zoologia)
Muziris Simon, 1901 è un genere di ragni appartenente alla famiglia Salticidae.

## Distribuzione
Le sette specie oggi note di questo genere sono diffuse in varie località dell'Oceania; sono tutti endemismi localizzati in singole isole o località; una sola specie è presente in territorio australiano.

## Tassonomia
A dicembre 2010, si compone di sette specie:
- Muziris calvipalpis (L. Koch, 1867) — Isole Samoa
- Muziris carinatus Simon, 1909 — Australia occidentale
- Muziris doleschalli (Thorell, 1878)[2] — Ambon (Arcipelago delle Molucche)
- Muziris epigynatus Strand, 1911 — Isole Aru
- Muziris gracilipalpis Strand, 1911 — Isole Aru
- Muziris leptochirus (Thorell, 1881) — Nuova Guinea
- Muziris wiehlei Berland, 1938 — Nuove Ebridi